# ザイヌッディーン・アリー・ハーン
ザイヌッディーン・アリー・ハーン（Zain-ud-Din Ali Khan, 1791年 - 1821年8月6日）は、東インドのベンガル太守（在位：1810年 - 1821年）。

## 生涯
1791年、ベンガル太守バーバル・アリー・ハーンの長男として生まれた。
1810年4月28日、父である太守バーバル・アリー・ハーンが死亡し、ザイヌッディーン・アリー・ハーンが太守位を継承した。同年5月26日、この継承はイギリスに追認された。
1821年8月6日、ザイヌッディーン・アリー・ハーンはムルシダーバードのフッラーバーグ近くの川で乗船中に死亡した。その後、弟のアフマド・アリー・ハーンが太守位を継承した。